# David Molk
David Molk (Lemont, 15 dicembre 1988) è un giocatore di football americano statunitense che gioca nel ruolo di centro nella National Football League. Fu scelto nel corso del settimo giro (226º assoluto) dai San Diego Chargers. Al college ha giocato a football a Michigan.

## Carriera professionistica

### San Diego Chargers
Molk fu scelto dai San Diego Chargers nel settimo giro del Draft 2012 come 226º assoluto. Fu uno dei tre giocatori dei Michigan Wolverines e uno dei 41 giocatori della Big Ten ad essere scelti. L'8 maggio 2012, Molk firmò un contratto quadriennale. Nella sua stagione da rookie disputò 12 partite, nessuna delle quali come titolare, principalmente come membro degli special team.

### Philadelphia Eagles
Il 9 gennaio 2014, Molk firmò coi Philadelphia Eagles. Dopo una gara della stagione 2015 fu inserito in lista infortunati per una lesione al bicipite.

## Palmarès
- Rimington Trophy - 2011

## Statistiche
| Partite totali      | 20 |
| Partite da titolare | 4  |